# Rosling
Rosling (Andromeda polifolia) är en växtart i familjen ljungväxter och den är den enda arten i släktet Andromeda. Arten är cirkumpolär till sin utbredning och förekommer även i Alperna. Rosling finns i hela Norden, på fjällen åtminstone till trädgränsen. Den växer i kärr och myrar. 
Rosling är en liten städsegrön buske. Bladen är mörkgröna på ovansidan och gråvita undertill. Arten påträffas ofta i sällskap med tranbär, det vill säga på vitmosskärrens tuvor. Men den har ett helt annat växtsätt, för från sina horisontalstammar sänder den upp styva och kraftiga grenar av 1–4 decimeters höjd. 
Blommorna har rosa färg, är urnlika till formen och sitter på skaft av samma färg. De döljs till hälften av en genomskinlig slöja. Blomman liknar mjölons och är femtalig, med 10 ståndare. Bladen är vintergröna liksom hos det stora flertalet ljungväxter, och deras garvsyrerikedom användes tidigare till att färga siden svart.
Rosling blir ibland svampangripen och köttfärgad med vita sporsamlingar på bladundersidorna.
Blomningstiden är juni och juli. 
Svagt giftig, innehåller ett ämne som ger brännande smärta i munnen.

## Underarter
På Grönland och i nordöstra Nordamerika förekommer underarten daggrosling (subsp. glaucophylla). Den har längre blad, men mindre blommor som sitter på mer upprätta skaft. Blomskaften blir till 2 cm långa. Huvudunderarten har bågböjda blomställningar och blomskaft som är kortare än 1 cm.